# Elinor Barker
Elinor Barker, född den 7 september 1994 i Cardiff, är en brittisk tävlingscyklist.
Hon tog OS-guld i lagförföljelse i samband med de olympiska tävlingarna i cykelsport 2016 i Rio de Janeiro. Vid olympiska sommarspelen 2020 i Tokyo tog Barker silver i lagförföljelse. Vid OS 2024 tog hon brons i  lagförföljelse och silver i madison.